# Stazione di Bra
Stazione di Bra vasútállomás Olaszországban, Bra településen.

## Vasútvonalak
Az állomást az alábbi vasútvonalak érintik:
- Alessandria–Cavallermaggiore-vasútvonal
- Carmagnola–Bra-vasútvonal
- Bra–Ceva-vasútvonal

## Kapcsolódó állomások
A vasútállomáshoz az alábbi állomások vannak a legközelebb:
- Stazione di Madonna del Pilone
- Stazione di Pocapaglia (Stazione di Alba, Line SFM4)
- Stazione di Bandito (Stazione di Ciriè, Line SFM4)
- Cherasco railway station